# Георги Чомаков
Георги Я. Чомаков е български либерал и русофил, кмет на Дупница.

## Биография
Георги Чомаков е роден през 1849 година в Дупница, тогава в Османската империя. Участва в българското опълчение при боевете на Шипка и при Стара Загора, заради което е неколкократно награден с държавни отличия. Избран е за кмет на Дупница на два пъти в периода 1882 – 1883 и 1884 – 1885 година. Между 1886 – 1887 година Георги Чомаков изпълнява кметските функции към Временния управителен съвет заедно с помощниците Димитрий Михайлов – Казак и Димитър Динков. Умира през 1895 година..
Негови роднини са Атанас Чомаков, свещеник в Дупница около 1870 година, и Никола Янакиев Чомаков (1844 – 1907), учител, общественик и общински съветник.